# Sherwood Anderson
Sherwood Anderson (Camden, 13. rujna 1876. – Colon, Panama, 8. ožujka 1941.), američki književnik 
Pobunjenik je protiv standardizacije života u industrijskoj civilizaciji, o čemu piše u romanima "Sin Windyja Macphersona", "Ljudi na maršu", "Siromašan bijelac" i, napopularnijim, "Crni osmjeh". U zbirci novela "Winesburg. Ohio" prikazuje sputane mlade sanjare i ljude promašene egzistencije u ambijentu američkog gradića na Srednjem zapadu, sredini koja guši njihove emocije i iskrivljuje njihove ličnosti. U toj knjizi, kao i u zbirci "Trijumf jajeta", odriče se zapleta u korist životne autentičnosti. Snažno je utjecao na novije američke pisce, posebno na Hemingwaya, dok je prošao snažan utjecaj Gertrude Stein i psihoanalize, stvarajući romane i pripovijetke u znaku pobune protiv reda i stege koje nameće život u industrijskoj civilizaciji i s vjerom u iskupiteljsku snagu Erosa.